# 尼尔泰特
尼尔泰特，是匈牙利索博尔奇-索特马尔-贝拉格州所辖的一个村。总面积17.17平方公里，总人口1071，人口密度62.4人/平方公里（2011年1月1日）。